# Гарцевская волость
Га́рцевская волость — административно-территориальная единица в составе Стародубского уезда.
Административный центр — село Гарцево.

## История
Волость образована в ходе реформы 1861 года.
В ходе укрупнения волостей, в 1923 году к Гарцевской волости была присоединена часть соседней Яцковской волости.
В 1929 году, с введением районного деления, волость была упразднена, а её территория разделена между Стародубским, Погарским и Унечским районами Клинцовского округа Западной области (ныне в составе Брянской области).

## Административное деление
В 1919 году в состав Гарцевской волости входили следующие сельсоветы: Анушинский, Артюшковский, Балыкинский, Бучкинский, Высокский, Галенский, Гарцевский, Долматовский, Дубровский, Ильбовский, Ковалёвский, Колодезский, Кривошеевский, Лупекский, Прирубский, Решётовский, Трухановский, Шершевичский, Шняковский.
По состоянию на 1 января 1928 года, Гарцевская волость включала в себя следующие сельсоветы: Артюшковский, Балыкинский, Бёрновичский, Высокский, Галенский, Галибисовский, Гарцевский, Долматовский, Ковалёвский, Колодесский, Кривошеевский, Лупекский, Михайловский, Рахмановский, Решёткинский, Шершевичский, Шнякинский.